# Klungkung
Klungkung er det mindste administrationsenhed (kabupaten) på Bali, Indonesien. Det dækker et område på 315 km² og har en befolkning på 169.906 (2004). Regeringssædet er i Semarapura.